# Pierre Batcheff

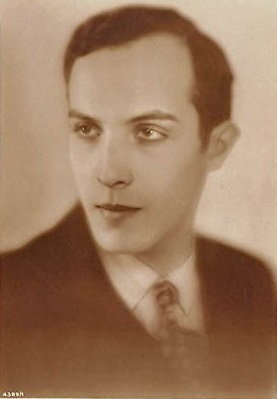
Pierre Batcheff

Pierre Batcheff (* 23. Juni 1901 in Harbin, Mandschurei; † 12. April 1932 in Paris, Frankreich) war ein französischer Schauspieler russischer Abstammung, der in den 1920er-Jahren zu den Stars des französischen Kinos gehörte.

## Leben
Pierre Batcheff wurde am 23. Juni 1901 (andere Quellen nennen 1907 als Geburtsjahr) in Harbin geboren, einer damals mehrheitlich von Russen bewohnten Stadt im heutigen China. Die Familie zog aber schon bald nach Riga und später nach Sankt Petersburg, wo auch seine Schwester geboren wurde. Pierre Batcheffs Geburtsname war nach einigen Quellen zufolge Pjotr Batschew, nach anderen Quellen Benjamin Batschew.
1914, nach Beginn des Ersten Weltkriegs, ließ sich die Familie in Genf, in der französischsprachigen Schweiz nieder, wo Batcheff zeitweise zur Theatergruppe von Georges Pitoëff gehörte. Ab 1921 lebte er mit Mutter, Schwester und Tante in Paris. Dort begann er als Theaterschauspieler zu arbeiten, bis er ab 1923 auch in ersten Filmen auftrat. Schon bald begann Batcheffs Aufstieg zu einem gefragten Filmschauspieler, so dass er ab Mitte der 1920er-Jahre einer der Jungstars des französischen Films war. Er verkehrte schon bald in Intellektuellen- und Künstlerkreisen.
Zu seinen größten Erfolgen gehörten die Komödie Die beiden Schüchternen unter der Regie von René Clair und der surrealistische Film Ein andalusischer Hund von Luis Buñuel und Salvador Dalí. 1930 heiratete er die Filmproduzentin Denise Tual, mit der er bereits zuvor liiert war.
Auch in der 1931 erschienenen, deutschen Produktion Mitternachtsliebe von Carl Froelich und Augusto Genina spielte Batcheff mit.
Die Filme, in denen er ab den 1930er-Jahren mitspielte, erreichten aber teils nur noch mittelmäßige Kritiken. Der extravagante, anstrengende Lebensstil eines Stars ging ebenso nicht spurlos an Batcheff vorbei, dessen Gesundheit sich zunehmend verschlechterte.
1932 beging Batcheff Selbstmord, indem er sich eine Überdosis Veronal verabreichte.

## Filmografie
- 1923: Claudine et le poussin
- 1924: Princesse Lulu
- 1925: Autour d'un berceau
- 1925: Le Double Amou
- 1926: Le Secret d'une mère
- 1926: Die zwei Leben des Mathias Pascal (Feu Mathias Pascal)
- 1927: Éducation de prince
- 1927: Auf der Reede (En rade)
- 1927: La sirène des tropiques
- 1927: Der Schachspieler (Le joueur d'échecs)
- 1927: Napoleon (Napoléon)
- 1928: Die beiden Schüchternen (Les deux timides)
- 1929: Der Graf von Monte Christo (Monte Cristo)
- 1929: Ein andalusischer Hund (Un chien andalou)
- 1930: Le rebelle
- 1930: Le roi de Paris
- 1931: Baroud
- 1931: Mitternachtsliebe
- 1932: Une nuit à Monte-Carlo